# Rothkirch Cartoon Film
Rothkirch Cartoon Film (talvolta abbreviato in Cartoon Film) è una casa di produzione di animazione tedesca, fondata da Thilo Graf Rothkirch nel 1976.

## Filmografia

### Lungometraggi
- Tobias Totz und sein Löwe (internazionale Tobias Totz And His Lion 1999) - animazione 2d, 75 minuti.
- Piuma, il piccolo orsetto polare (Der kleine Eisbär, internazionale: The Little Polar Bear 2001) - animazione 2d, 75 minuti.
- La stella di Laura (Lauras Stern, internazionale: Laura's Star 2004) - animazione 2d, 73 minuti.
- Piuma il piccolo orsetto polare e l'isola misteriosa (Der kleine Eisbär 2 - Die geheimnisvolle Insel, titolo internazionale: The Little Polar Bear – The Mysterious Island 2005) - animazione 2d, 80 minuti.
- Animals United (2010)

### Serie televisive
- Lisa und Paul (internazionale: Lisa and Paul 1992) - animazione 2d, 13 episodi di 5 minuti.